# Liste der denkmalgeschützten Objekte in Holzhausen (Oberösterreich)
Die Liste der denkmalgeschützten Objekte in Holzhausen enthält die denkmalgeschützten, unbeweglichen Objekte der Gemeinde Holzhausen in Oberösterreich (Bezirk Wels-Land).

## Denkmäler
| Foto |                 | Denkmal                                                                                    | Standort                                | Beschreibung | Metadaten |
| ---- | --------------- | ------------------------------------------------------------------------------------------ | --------------------------------------- | --- | --- |
| ja   | Datei hochladen | Pfarrhof mit Wirtschaftsgebäude, Backhaus und Gartenmauer HERIS-ID: 52191 Objekt-ID: 58615 | Kirchenstraße 5 Standort KG: Holzhausen | Der zweigeschoßige Pfarrhof mit Walmdach, spätbarocker Putzfaschengliederung und Umrisspilastern in den Eckbereichen stammt aus dem 16. bis 17. Jahrhundert und wurde wohl im 18. Jahrhundert erweitert. Zur Anlage gehören auch der 1901 östlich errichtete zweigeschoßige, hakenförmige Wirtschaftshof und ein südlich gelegenes eingeschoßiges Nebengebäude mit Schopfwalmdach aus der Zeit um 1825. | BDA-Hist.: Q38049746 Status: Bescheid Stand der BDA-Liste: 2025-06-30 Name: Pfarrhof mit Wirtschaftsgebäude, Backhaus und Gartenmauer GstNr.: .38, .39, .40, 68/1 Pfarrhof Holzhausen |
| ja   | Datei hochladen | Kath. Pfarrkirche hl. Veit mit Friedhof HERIS-ID: 52192 Objekt-ID: 58616                   | Kirchenstraße Standort KG: Holzhausen   | Die spätgotische Pfarrkirche ging wahrscheinlich im 12. Jahrhundert aus einer adeligen Eigenkirche hervor. Der einschiffige Kirchenbau mit 3/8-Polygonalchor verfügt über einen westlichen Eingangsturm, der nach einem Brand Ende des 19. Jahrhunderts wiederhergestellt wurde, wobei gleichzeitig der Bau eines zweigeschoßigen Anbaus mit Sakristei erfolgte.                                        | BDA-Hist.: Q26214635 Status: § 2a Stand der BDA-Liste: 2025-06-30 Name: Kath. Pfarrkirche hl. Veit mit Friedhof GstNr.: .35, 67 Sankt Vitus (Holzhausen, Upper Austria)               |